# Глинківський район
Глинківський район (рос. Глинковский район) — адміністративна одиниця Смоленської області Російської Федерації.
Адміністративний центр — село Глинка.

## Географія
Територіально район межує: на північному сході із Дорогобузьким районом, на північному заході із Кардимовським районом, на південному заході із Починковським районом, на південному сході з Єльнінським районом. Площа району — 1223,2 км².

## Історія
Район було утворено в 1929 році на території колишніх Смоленського і Єльнінського повітів Смоленської губернії. В 1961 році був розформований і включений до складу Єльнінського району. Відновлено в 1980 році.

## Адміністративний поділ
До складу району входять 6 сільських поселень:
| Муніципальне утворення           | Чисельність населення, ос. | Площа, км² | Адміністративний центр |
| -------------------------------- | -------------------------- | ---------- | ---------------------- |
| Глинківське сільське поселення   | 3,17 тис.                  | 235,65     | село Глинка            |
| Білохолмське сільське поселення  | 0,51 тис.                  | 219,11     | село Білий Холм        |
| Бердніковське сільське поселення | 0,48 тис.                  | 155,04     | село Березкіно         |
| Болтутінське сільське поселення  | 0,90 тис.                  | 168,94     | село Болтутіно-1       |
| Добромінське сільське поселення  | 0,65 тис.                  | 310,23     | село Доброміно         |
| Ромодановське сільське поселення | 0,25 тис.                  | 134,2      | село Ромоданово        |